# Vilius Navickas

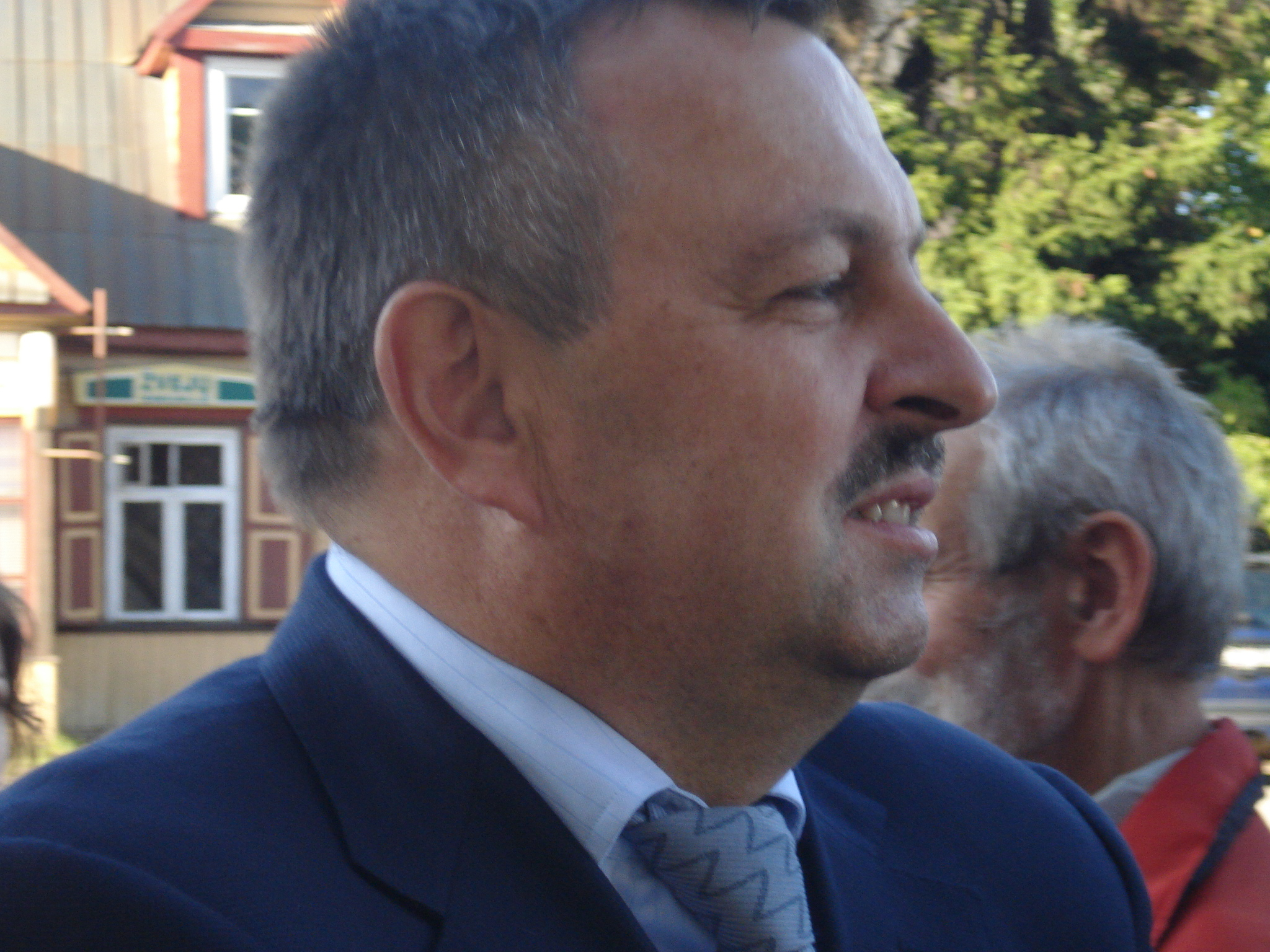
Vilius Navickas, 2009

Vilius Navickas (* 14. Oktober 1959 in Kaunas) ist ein litauischer Politiker. Er war seit dem 11. Februar 2009 Bürgermeister der litauischen Hauptstadt Vilnius bis zum 15. Dezember 2010. Er gehört der Partei Vaterlandsbund (Tėvynės Sąjunga) an.

## Biographie

### Studium, berufliche Laufbahn
Vilius Navickas beendete 1982 sein Studium des Bauingenieurwesens und arbeitete anschließend bis 1991 als Inspektor bei der staatlichen Kraftfahrbehörde. Nach der Unabhängigkeit Litauens von der Sowjetunion und dem damit verbundenen Wandel zu einer Marktwirtschaft arbeitete er in der freien Wirtschaft, unter anderem als Leiter des Autohauses „Veda“ in Vilnius, als Berater beim Kabelhersteller Eurokubas in Vilnius und zuletzt als Direktor der Baufirma „Euro-Construct“ in Vilnius. Anfang 2008 stand die Firma „Euro-Construct“ im Zusammenhang mit illegaler Bautätigkeit im Vilniusser Villenviertel Žverynas in der Kritik, Vilius Navickas wurde aber von dem Vorwurf der unzulässigen Vermengung privater und öffentlicher Interessen freigesprochen.

### Politische Laufbahn
Vilius Navickas ist seit 2001 Mitglied der konservativen Partei Vaterlandsbund (Tėvynės Sąjunga). 2007 wurde er für diese Partei in den Stadtrat von Vilnius gewählt, wo er im Wirtschaftsausschuss aktiv wurde. Am 8. Februar gab die Opposition (Konservative und Liberale) bekannt, dass sie mit Unterstützung der Sozialdemokraten und der Fraktion der Unabhängigen den bis dahin amtierenden Bürgermeister Juozas Imbrasas abwählen und an seiner Stelle Vilius Navickas zum Bürgermeister wählen würden. Diese Wahl erfolgte mit 29 von 51 Stimmen auf einer von den bis dahin regierenden Parteien der Ordnung und Recht und der Polnischen Wahlaktion boykottierten Sitzung. Nach anfänglichem Widerstand übergab Imbrasas am 12. Februar die Amtsgeschäfte an Navickas, seine Beschwerde gegen dessen Wahl wurde am 25. Mai 2009 in erster Instanz vom Bezirksverwaltungsgericht für unbegründet erklärt.

## Sonstiges
Vilius Navickas ist verheiratet und hat zwei Kinder.

## = Weblinks
=
- Kurzbiografie nach delfi.lt, 13. Februar 2009 (lit.)
- Kurzbiografie in den Unterlagen der Staatlichen Wahlkommission (lit.)